# 8766 Niger
För andra betydelser, se Niger.
8766 Niger eller 1304 T-2 är en asteroid i huvudbältet som upptäcktes den 29 september 1973 av den nederländsk-amerikanske astronomen Tom Gehrels och det nederländska astronomparet Ingrid van Houten-Groeneveld och Cornelis Johannes van Houten vid Palomarobservatoriet. Den är uppkallad efter fågeln Svarttärna.
Asteroiden har en diameter på ungefär 11 kilometer.